# 金城功
金城 功（かねしろ こう、12月28日 - ）は、沖縄県那覇市出身の俳優。シャウト・エンターテインメント所属。日本新劇俳優協会会員。

## 出演作品

### 舞台
- 『人魚姫』
- 『アルプスの少女ハイジ』
- 『PLAYGIRL～ING』
- 『Wind's Love』
- 『百鬼夜行～約束の行方～』
- 『天才バカボンのパパなのだ』
- 『あの窓の向こう』
- 『ALIVE!』
- 『パウロ』
- 『OPEN HEART!』
- 『エトワール広場の恋人達』
- 『二十六番館』
- 『彼ら自身の黄金都市』
- 『カルフォルニア・スイート』
- 『はじめに見えたもの』
- 『うぬぼれうさぎ』
- 『うそつきピョン吉』
- 『ごんぎつね』
- 『星空に吠えろトランペット』
- 『ミスター・レディー』
- 『ダンス探知機』
- 『NOBLE SAVAGE～高貴なる野蛮人～』
- 『おるすばん』
- 『リセットボタン』
- 『ネコガツンストリップ』
- 『欅の街で』

### 映画
- 『Blow in-これで何度目かになる僕の失敗-』

### TV
- 『運命のダダダダーン』
- 『セールスレディ』

### CM
- 『サッポロ黒ラベル』

### 声の出演
- 『龍が如く2』

### 振付
- 『PROMISE to be』
- 『SHOUT』